# Srednij Viljujkan
Il Srednij Viljujkan (in russo Средний Вилюйкан?; in italiano Viljujkan di mezzo) è un fiume della Russia siberiana orientale, affluente di sinistra del Viljuj.
Nasce sull'altopiano del Viljuj e scorre in direzione meridionale sfociando successivamente nel Viljuj nel suo alto corso, a 2 276 km dalla foce. Nel suo basso corso segna il confine tra il Territorio di Krasnojarsk e la Sacha-Jakuzia. Il maggior tributario è il fiume Niručangda (53 km) proveniente dalla sinistra idrografica. 
Il fiume non incontra centri urbani in tutto il suo corso; come tutti i corsi d'acqua del bacino è gelato, mediamente, da metà ottobre a fine maggio-inizio giugno.